# Pałac w Naroku
Pałac w Naroku – zabytkowy pałac znajdujący się w Naroku.
Do wojewódzkiej ewidencji zabytków wpisany jest:
- pałac, 1865, nr rej.: 2021/76 z 23.08.1976
- spichrz, nr rej.: j.w.

## Historia
Początki pałacu w Naroku sięgają XVIII w. Jego właścicielem była wówczas hrabina Luisa Eleonora von Beess z domu von Skerbrnsky. Następnie kolejnymi gospodarzami byli kolejno: Gottlob Albrecht von Saurma (ur. 1743), pan na Sadowicach; generałowa von Schmiedeberg i bracia Guradze, którzy w krótkim czasie doprowadzili do upadku majątku, w połowie XIX w. W 1858 r. kupił go Friedrich von Wichelhaus, który przebudował pałac w stylu typowym dla neogotyku angielskiego. W 1945 r. pałac zajęli żołnierze Armii Czerwonej i urządzili w nim sztab wojskowy. Po wojnie mieszkali tam pracownicy PGR-u i pałac stopniowo ulegał dewastacji. Ostatni mieszkańcy wyprowadzili się z niego w latach 90. XX w. Pierwszy prywatny właściciel nie zapobiegł jego dalszemu upadkowi, obecny przeprowadził remont.

## Opis
Od frontu w ryzalicie, między oknami na drugim piętrze kartusz z tarczą zawierającą inicjały F. W. (Friedrich von Wichelhaus) i rok 1869 oraz tarczę z herbem von Wichelhaus.

## Przypisy

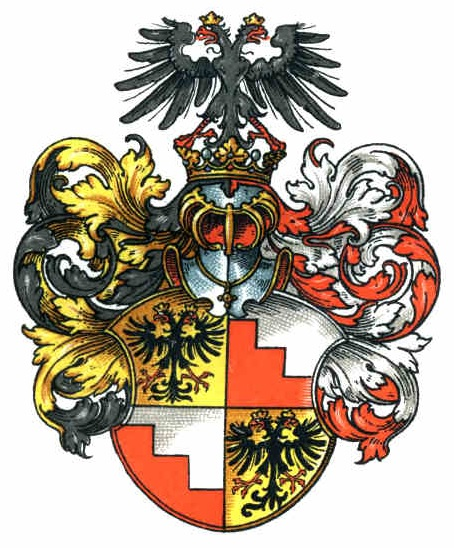
Herb von Wichelhaus